# Bernard de Gaulejac
Bernard de Gaulejac est un archiviste français, né le 2 avril 1903 à Poucharramet (Haute-Garonne) et mort à Nevers le 8 avril 1993.

## Biographie
Entré en 1921 à l'École nationale des chartes, il en sort en 1925. Il devient archiviste de l'Aveyron, puis de la Corse-du-Sud et enfin de la Nièvre. Il établit de nombreuses généalogies de familles nivernaises. Il est également inspecteur de la Société française d'archéologie.
En 1939, il reçoit le prix Engel, doté de 1000 francs, pour son Histoire de l’orfèvrerie en Rouergue.

## Publications
- Histoire de l'orfèvrerie en Rouergue - Société des lettres, sciences et arts de l'Aveyron, 1938
- Nivernais-Morvan-Puisaye (ill. Rex Barrat), Éditions Chassaing, 1958, 91 p.
- Nevers Saint-Cyr - impr. M. Lescuyer, 1967
- Nevers : Nièvre (58) - Société alsacienne d'expansion photographique, 1973